# Francis James Gillen
Pour les articles homonymes, voir Gillen.
Francis James Gillen né le 28 octobre 1855 et mort le 5 juin 1912 est un anthropologue australien. Connu pour avoir travaillé avec Walter Spencer, il étudie les corrobbori en Australie. Son travail est cité par Émile Durkheim dans Les Formes élémentaires de la vie religieuse.